# Robert Rooba
Robert Rooba (ur. 2 września 1993 w Tallinnie) – estoński hokeista, reprezentant Estonii. 
Jego ojciec Jüri (ur. 1964) także został hokeistą.

## Kariera klubowa
- HC Panter Tallin (2007-2008)
- Estonian Jr. Team (2007-2008)
- Blues U16 (2008-2009)
- Blues U18 (2009-2011)
- Blues U20 (2010-2013)
  -  KooKoo (2012)
  -  Kiekko-Vantaa (2013)
- Blues (2011, 2012, 2013-2016)
- Hermes (2016)
- JYP (2016-2021)
  -  JYP-Akatemia (2016/2017)
- Siewierstal Czerepowiec (2021-2022)
- JYP  (2022-)

Wychowanek klubu HC Purikad. Od 2008 kontynuował rozwój kariery w fińskim klubie Blues, w ramach którego przeszedł kolejne szczeble zespołów juniorskich do lat 16, 18 i 20. Od sezonu 2011/2012 był włączony do kadry seniorskiej drużyny i zadebiutował w meczu rozgrywek Liiga. W kwietniu 2013 przedłużył kontrakt z klubem. W tych rozgrywkach rozpoczął regularne występy od sezonu 2013/2014, w który, rozegrał 36 meczów. W grudniu 2014 przedłużył kontrakt z Blues o dwa lata. W 30 meczach sezonu Liiga (2015/2016) nie zdobył żadnego punktu. W zespole grał z numerem 8. W połowie stycznia 2016 jego kontrakt z klubem został rozwiązany za porozumieniem stron. Wówczas został zawodnikiem klubu Hermes w lidze Mestis. Od końca kwietnia 2016 zawodnik JYP. W marcu 2018 przedłużył kontrakt z klubem o rok. Od maja 2021 zawodnik rosyjskiej drużyny Siewierstal Czerepowiec. Tym samym został pierwszym estońskim zawodnikiem w rozgrywkach KHL. W maju 2022 powrócił do JYP.

## Kariera reprezentacyjna
Został reprezentantem Estonii. Grał kadrach juniorskich kraju, na mistrzostwach świata do lat 18 edycji 2009, 2010 (Dywizja II), do lat 20 edycji 2009, 2010, 2011, 2012, 2013 (trzy ostatnie edycji jako kapitan kadry).
W kadrze seniorskiej uczestniczył w turniejach mistrzostw świata (od wieku niespełna 17 lat), edycji 2010, 2011, 2012, 2013, 2014, 2015, 2016, 2017, 2018, 2019, 2022, 2019, 2023.

## Sukcesy
Reprezentacyjne
- Awans do mistrzostw świata do lat 20 Dywizji I: 2013
- Awans do mistrzostw świata Dywizji I: 2010, 2012, 2014 z Estonią

Klubowe
- Złoty medal Jr. B SM-sarja: 2011 z Blues U18
- Srebrny medal Jr. A SM-liiga: 2011, 2013 z Blues U20
- Złoty medal Jr. A SM-sarja: 2014 z Blues U20
- Brązowy medal mistrzostw Finlandii: 2017 z JYP
- Hokejowa Liga Mistrzów: 2018 z JYP

Indywidualne
- Mistrzostwa Świata Juniorów w Hokeju na Lodzie 2011/II Dywizja Grupa A:
  - Piąte miejsce w klasyfikacji kanadyjskiej turnieju: 10 punktów[11]
  - Najlepszy zawodnik reprezentacji[12]
- Mistrzostwa Świata Juniorów w Hokeju na Lodzie 2012/II Dywizja Grupa A:
  - Pierwsze miejsce w klasyfikacji strzelców turnieju: 13 goli[13]
  - Pierwsze miejsce w klasyfikacji kanadyjskiej turnieju: 19 punktów[14]
  - Najlepszy zawodnik reprezentacji[15]
- Mistrzostwa Świata Juniorów w Hokeju na Lodzie 2013/II Dywizja Grupa B:
  - Piąte miejsce w klasyfikacji strzelców turnieju: 7 goli[16]
  - Pierwsze miejsce w klasyfikacji asystentów turnieju: 14 asyst[17]
  - Pierwsze miejsce w klasyfikacji kanadyjskiej turnieju: 21 punktów[18]
  - Trzecie miejsce w klasyfikacji +/- turnieju: +16[19]
  - Najlepszy zawodnik reprezentacji[20]
  - Najlepszy napastnik turnieju[21]
- Mistrzostwa Świata w Hokeju na Lodzie 2012/II Dywizja Grupa A:
  - Szóste miejsce w klasyfikacji kanadyjskiej turnieju: 8 punktów[22]
- Mistrzostwa Świata w Hokeju na Lodzie 2014/II Dywizja Grupa A:
  - Drugie miejsce w klasyfikacji strzelców turnieju: 6 goli[23]
  - Pierwsze miejsce w klasyfikacji asystentów turnieju: 8 asyst[24]
  - Pierwsze miejsce w klasyfikacji kanadyjskiej turnieju: 14 punktów[25]
  - Piąte miejsce w klasyfikacji +/- turnieju: +10[26]
  - Najlepszy zawodnik reprezentacji[27]
  - Najlepszy napastnik turnieju[28]
- Mistrzostwa Świata w Hokeju na Lodzie 2016/I Dywizja#Grupa B:
  - Pierwsze miejsce w klasyfikacji strzelców turnieju: 4 gole[29]
  - Pierwsze miejsce w klasyfikacji kanadyjskiej turnieju: 8 punktów[30]
  - Najlepszy zawodnik reprezentacji na turnieju[31]
- Mistrzostwa Świata w Hokeju na Lodzie 2017/I Dywizja#Grupa B:
  - Drugie miejsce w klasyfikacji strzelców turnieju: 4 gole[32]
  - Szóste miejsce w klasyfikacji kanadyjskiej turnieju: 7 punktów[33]
- Mistrzostwa Świata w Hokeju na Lodzie 2018/I Dywizja#Grupa B:
  - Piąte miejsce w klasyfikacji strzelców turnieju: 3 gole[34]
- Mistrzostwa Świata w Hokeju na Lodzie 2019/I Dywizja#Grupa B:
  - Czwarte miejsce w klasyfikacji strzelców turnieju: 4 gole[35]
- Liiga (2020/2021)[36]:
  - Drugie miejsce w klasyfikacji strzelców w sezonie zasadniczym: 30 goli
- Mistrzostwa Świata w Hokeju na Lodzie 2022 (I Dywizja)#Grupa B:
  - Drugie miejsce w klasyfikacji strzelców turnieju: 4 gole[37]
- Mistrzostwa Świata w Hokeju na Lodzie 2024 (I Dywizja)#Grupa B:
  - Drugie miejsce w klasyfikacji strzelców turnieju: 5 goli[38]
  - Trzecie miejsce w klasyfikacji kanadyjskiej turnieju: 8 punktów[39]